# InformNapalm

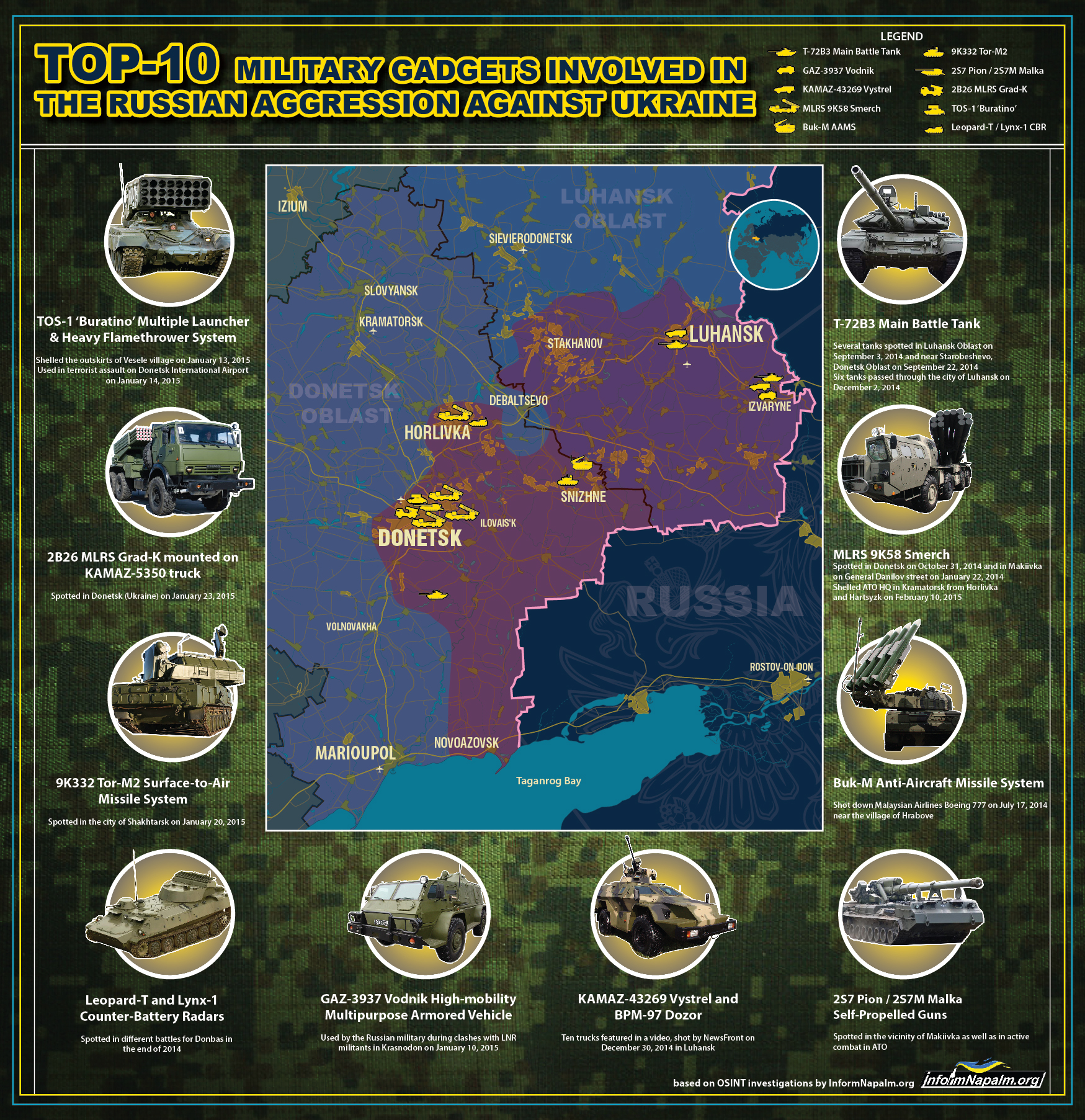

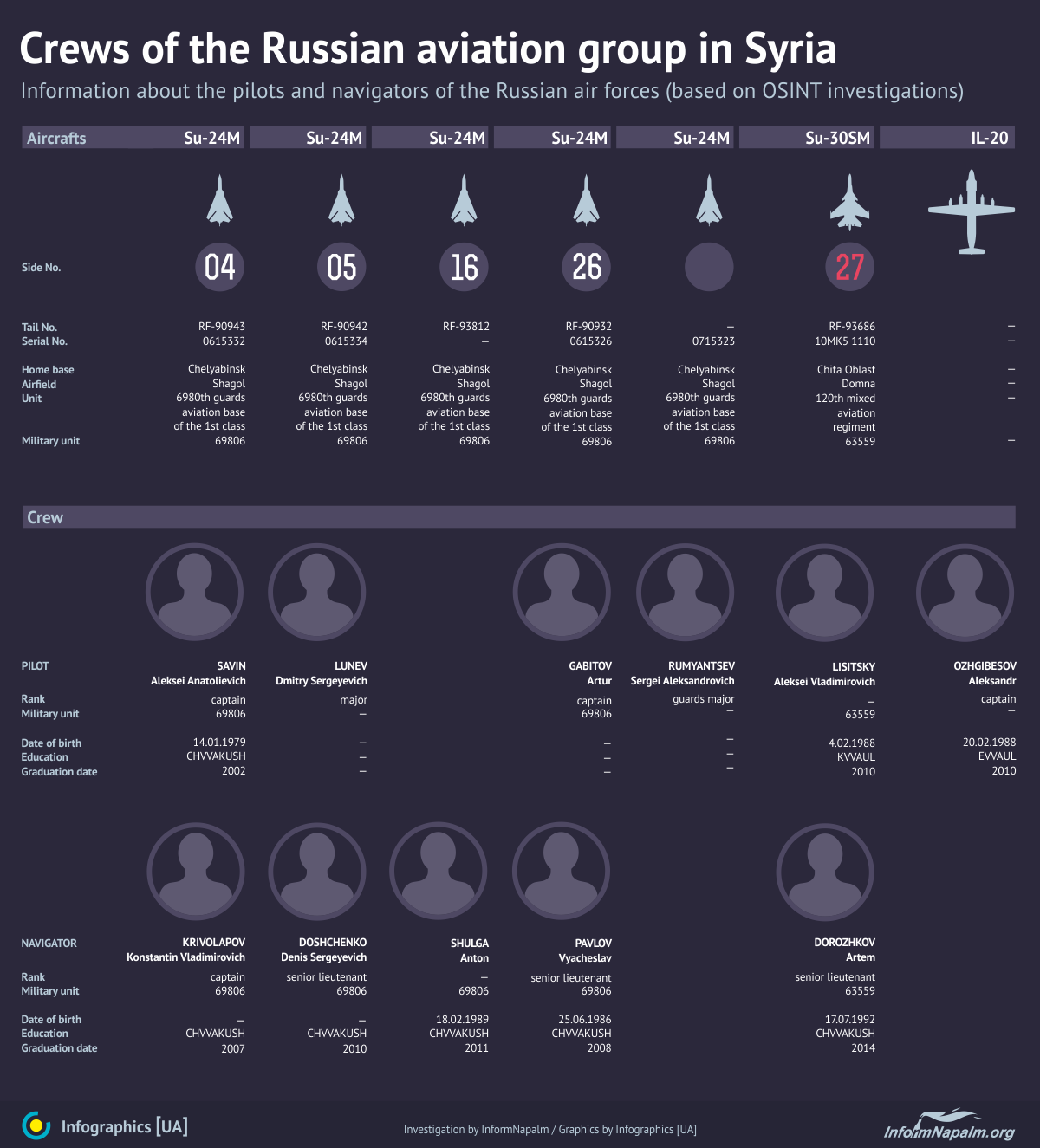

InformNapalm – wywodząca się z Ukrainy, międzynarodowa grupa wolontariuszy, dziennikarzy i hakerów, której celem jest informowanie obywateli Ukrainy i świata o działaniach Rosji w ramach prowadzonej od wiosny 2014 roku wojny na wschodzie kraju oraz na Półwyspie Krymskim oraz o rosyjskiej wojnie informacyjnej, wymierzonej w Zachód.

## Historia powstania
InformNapalm został założony wiosną 2014 roku przez obywatela Ukrainy, posługującego się pseudonimem Roman Burko. Burko był świadkiem przejmowania jednej z ukraińskich baz wojskowych na Krymie przez rosyjskie siły specjalne, co nagrał kamerą. Ponieważ Rosjanie dowiedzieli się gdzie mieszka, Burko postanowił uciec z Krymu do Kijowa, gdzie założył organizację. Z biegiem czasu grupa rozrosła się o kolejnych dziennikarzy, śledczych, aktywistów i hakerów z różnych krajów, a jej działanie nabrało charakteru międzynarodowego.

## Działanie
Grupa współpracuje z siecią ukraińskich hakerów (tzw. Ukrainian Cyber Alliance), którzy pozyskują dla niej dane o obecności rosyjskich wojsk, ich organizacji, hierarchiach i strukturach, jak również inne wrażliwe dane dotyczące rosyjskich działań dezinformacyjnych w całej Europie. Na podstawie zebranych przez hakerów danych Inform Napalm redaguje raporty, które upublicznia lub udostępnia służbom Ukrainy i innych państw europejskich.
Po rosyjskiej interwencji w Syrii strona InformNapalm rozpoczęła serię publikacji danych osobowych rosyjskich pilotów, bombardujących syryjskie miasta. Te publikacje wywołały negatywną reakcję Rosji, przede wszystkim rzecznika prezydenta Dmitrija Pieskowa. W odpowiedzi autorzy strony oświadczyli, że „każde złamanie zawieszenia broni na Donbasie przez rosyjsko-terrorystyczne siły będzie skutkowało publikacją wyników kolejnego śledztwa OSINT z upublicznieniem imion, nazwisk, zdjęć, numerów bocznych i rejestracyjnych [samolotów] oraz innych szczegółów i faktów, związanych ze zbrodniami rosyjskich lotników w ramach operacji wojskowej w Syrii”.
InformNapalm od początku konfliktu na wschodzie Ukrainy publikuje także dane personalne rosyjskich żołnierzy i agentów, jak również wypis ciężkiego sprzętu wojskowego, który Rosja wysłała w rejon konfliktu.
Raporty są publikowane w wielu językach, w tym także po polsku.